# 森林官
森林官（しんりんかん）は、林業、林学の専門知識をもつ森林技術者として、もっぱら国有林などの管理にあたる公務員。

## ドイツ

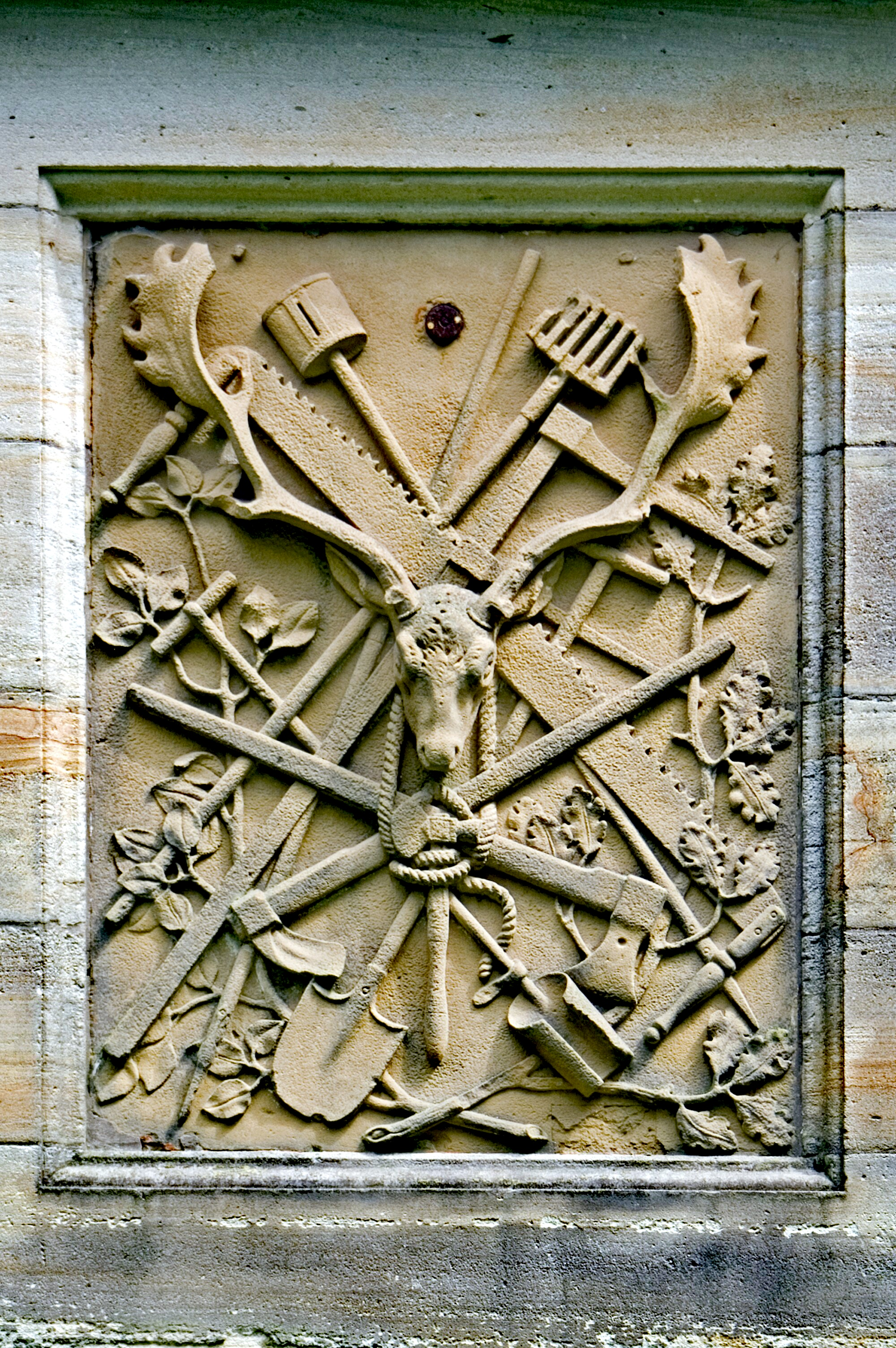
ダルムシュタットのハルティヒ記念碑に彫刻された森林に関わる職業を表すインシグニア。

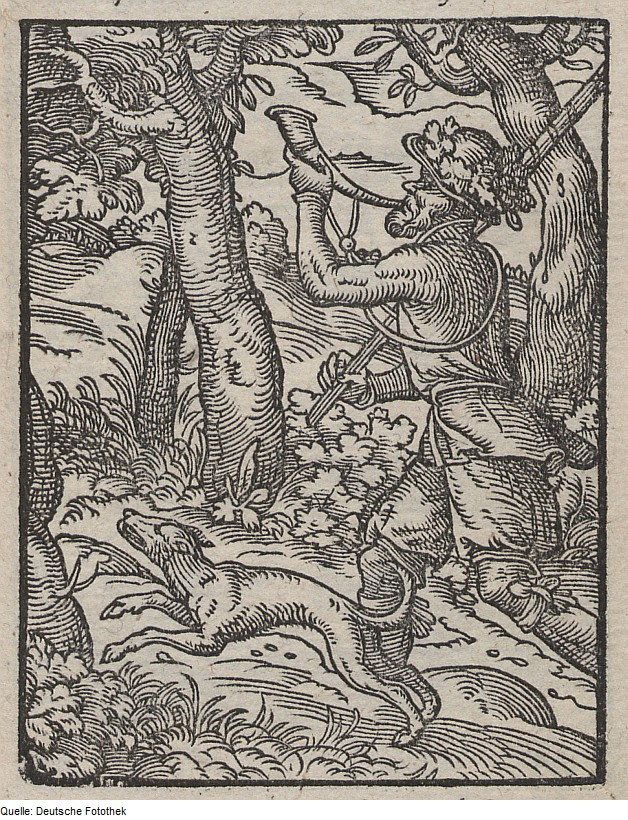
狩人/森番を描いた16世紀の木版画。

ドイツにおける森林官は、フォレスター (Förster) と称され、総合大学出身で各地の組織の間で異動を重ねる上級森林官と、林業単科専門大学出身で異動せずに長期間にわたりひとつの森林区を担当する区画森林官、ないし、中級森林官がいる。
森林官の仕事や、ドイツ語の Förster という名称は、もともと狩猟や、森林の管理に関わる仕事として、18世紀に初めて登場したものである。初期には、アイヘンビンダー（Eichenbinder：「オークを束ねる者」の意）という職名であったが、これは「... 植栽されたオークは、その後も手入れされ、束ねられ、枝打ちされる必要がある ... (... die gepflanzten Eichenheister jährlich nachsehen, anbinden und beschneiden mussten ...)」ことに由来している。
森林に関する業務を扱う公務員の名称の展開を遡ると、例えば、プロイセン王国にたどり着く。18世紀前半、こうした業務にあたる王国の役人たちは、ハイデヴェルター (Heidewärter)、ハイデロイファー (Heideläufer)、ハイデライター (Heidereiter) などと称されていた。彼らが常駐する施設は、ハイデハウス (Heidehaus) とか、ハイデライテライ (Heidereiterei) と称された。1727年にはハイデロイファーが登場し、1740年にはゲーエンダー・フォレスター（Gehender Förster：「森林踏査官」といった含意）、1742年にはウンターフォレウター（Unterförster：「下級森林官」の意）が用いられ、同様の表現はハイデライターについても用いられるようになった。1736年にハイデライターとして言及されていた役職は、1740年にはライテンダー・フォレスター（Reitender Förster：「騎乗森林官」の意）となり、1745年以降はオーバーフレスター（Oberförster：「上級森林官」の意）となった。
1960年代までは、森林官はフォルストハウスと呼ばれる宿舎に住み込むことが一般的であった。その後は現在に至るまで、住み込む森林官は減少し続けており、フォルストハウスは過去のものとなりつつある。かつてのフォルストハウスは、民間の事業者に払い下げられて、ガストハウス（ドイツ式のゲストハウス）に転用される例も多い。しかし、依然として伝統的なフォルストハウスに住み込んでいる森林官も多数いる。森林官の仕事は、長らく男性だけが従事するものであった。しかし、近年では女性も増えてきている。ガールズデーなどの取り組みを通じて、若い女性たちにこの仕事への関心を持ってもらうことが試みられている。

## スイス
スイスでは、Forstwart と称される森林官となるためには、まず18ヶ月に及ぶ徒弟修行として職業訓練を受け、基礎知識と適性検査の試験に合格することが必須となっている。その後、さらに2年間の研修を、ベルン州リスとグラウビュンデン州マイエンフェルトにある森林職業センター (Bildungszentren Wald) で受ける。

## アメリカ合衆国
アメリカ合衆国においては、（森林官を含む）林業技術者 (英語: forester) の給料の中央値は、2008年の時点で53,750ドルであった。学士をもたずに就業した場合、給料は相当に低い水準となる。修士号の保持者は、平均的水準に近い給料を得ている。高等教育アクレディテーション協議会は、アメリカ合衆国林業技術者協会を、学士課程、修士課程を含む専門的林業教育の学位課程に関する主要な認定機関としている。
通常は、学士が最低必要な学歴とみなされているが、中には大学教育を経ずに、実務経験を踏まえて林業技術者の仕事についている者もいる。一部の州では、林業技術者に免許制度を設けており、またほとんどの州では4年間以上の専門教育を受けていることが求められている。
林業技術者は、一般的に民間企業のほか、連邦政府ないし州政府の土地管理部門や基礎自治体の公務員として雇用されることがある。

## 日本
日本における森林官は、林野庁の出先機関である各地の森林事務所において、国有林の管理にあたる責任的地位の公務員である。管轄する国有林における植林や伐採、林道関係などの管理事業の監督、検査にあたるほか、各種の調査や森林パトロールも担い、さらに特別司法警察職員としての業務も行う。
林野庁ないし森林管理局に公務員として採用され、一定の経験を積んだ上で、森林官に任用され、森林事務所の責任者となる。森林官が一人しかいない森林事務所も多い。